# Archon apollinaris
Archon apollinaris är en fjärilsart som först beskrevs av Otto Staudinger 1892.  Archon apollinaris ingår i släktet Archon och familjen riddarfjärilar. Inga underarter finns listade i Catalogue of Life.